# Vesterbotenski muzej
Vesterbotenski muzej (šved. Västerbottens museum), zavičajni muzej u gradu Umeu u Švedskoj s odgovornošću za čuvanje kulturne povijesti Vesterbotenskog lena. 
Muzej također sadrži muzej na otvorenom imena Gammlia, izložbu skijanja (prije Švedski skijaški muzej), izložbu ribolova i pomorstva (prethodno Muzej ribolova i Pomorski muzej), popularni pokretni arhiv Vesterbotenskog lena i brojne kampove saamskog naroda. Muzej djeluje na cijelom području Vesterbotenskog lena, među ostalim, uglavnom na arheološkim nalazištima. Muzej izdaje tromjesečni časopis Västerbotten (šved.: Zapadna Botnija).
Gammlia je muzej na otvorenom koji je sastavni dio Vesterbotenskoga muzeja. Ima zbirku povijesnih zgrada i organizira aktivnosti da predstavi Vesterbotenski len iz povijesnih vremena. Zgrade koje se mogu vidjeti na Gammliji iz različitih su dijelova lena, a uključuju crkvu, dvorac, vjetrenjaču, seosku kuću iz 18. stoljeća, školu, kovačnicu i brojne kampove saamskog naroda. 
Tijekom ljeta izlažu se švedske izvorne pasmine konja, goveda, ovce, svinje i kokoši u muzeju na otvorenom. Prikazuje se izrada maslaca, peciva od kruha tunnbröda (šved.: tanki kruh), obrti i rukotvorine. Farme su otvorene za posjetitelje od sredine lipnja do kraja kolovoza i tijekom božićnog sajma. Vanjski prostor stalno je otvoren za posjetitelje.